# مصنف ابن أبي شيبة
مصنف ابن أبي شيبة هو أحد كتب الحديث عند أهل السنة والجماعة، والذي جمعه الحافظ أبو بكر ابن ابي شيبة (159 هـ - 235 هـ). ويعد الكتاب من الكتب الهامة التي يعول عليها في معرفة الأحاديث والآثار عندهم. يعد الكتاب أصلًا من الأصول التي يرجع إليها في معرفة الأحاديث والآثار، لسعة ما يحتوي عليه، مع تقدم مؤلفه في الزمن، وقد رتب المؤلف هذا الكتاب على الكتب الفقهية التي اندرج تحت كل منها عدد من الأبواب، وتحت كل باب عدد من النصوص، وقد بلغت نصوص الكتاب في جملتها (37.251) نصًّا مسندًا، منها ما هو مرفوع، ومنها ما هو موقوف، ومنها المقطوع، والمؤلف يحرص على حشد ما يجد من النصوص التي تطابق الترجمة الموضوعة للباب، بصرف النظر عن صحة هذه النصوص أو ضعفها، إلا إذا كانت ظاهرة الوضع.
رتب المؤلف الكتاب على طريقة السنن، حيث رتب الأحاديث والآثار على الأبواب الفقهية المختلفة، فبدأ بكتاب الطهارات وانتهى بكتاب الجمل وصفين والخوارج. للكتاب عدة طبعات، حيث طبعته الدار السلفية الهندية القديمة، وكذلك دار القبلة، كما حققه الأستاذ محمد عوامة. كذلك صدر المصنف بتحقيق سعد بن ناصر الشثري من دار كنوز اشبيليا للنشر والتوزيع.

## موضوعه
كسائر المصنفات الحديثية، يتركز موضوع المصنف عن الآثار الموقوفة على الصحابة أو من دونهم من التابعين وأتباعهم من الفقهاء في الفتاوى والأحكام ورواية ذلك بالأسانيد إليهم، مع ترتيب هذه النصوص على الأبواب والكتب الفقهية، وقد يذكر في كل باب حديثا مرفوعاً أو عدة أحاديث، ولما كان الأصل في المصنف ألا يرد فيه شيء من الزهد أو التاريخ أو الفضائل أو الفتن أو الأوائل ونحوها، نجد أن مصنف ابن أبي شيبة اشتمل على هذه الكتب، وقد قيل: إنها ليست منه، لكن أدخلها بعض تلاميذ ابن أبي شيبة في المصنف، وقد رويت على حدة منفردة، ورويت مع كتاب المصنف، وكلها في الكتاب من رواية بقي بن مخلد عدا كتاب الأوائل فمن رواية ابن عبدوس. لم يرتب الكتاب كما رتبت الكتب الفقهية فقد ذكر كتاب الزكاة ثم ذكر كتاب الجنائز، ثم كتاب الأيمان والنذور، ثم كتاب الحج.

## أسلوبه
في صيغ التحمل ينبه ابن أبي شيبة على صيغ التحمل والأداء عند رواة السند أو الرواة إذا اختلفوا، ويضبط لفظ كل واحد، كما حرص على التنبيه على الزيادة والنقص في السند من قبل الرواة، وكذا التنبيه على وقف الحديث ورفعه. إتبع أسلوب عرض الرواية بالمعنى و هذا يظهر في أمور منها: اختصاره للمتن في بعض المواضع، جمعه بين عدة آثار بمتن واحد، إحالته في المتن على ما قبله بقوله: بمثله أو بنحوه، تقطيعه للمتون حسب الأبواب وهذه تملأ المصنف، كما تلاحظ الدقة في تحرير لفظ الراوي، وايضا في شرح المقصود بالمتن، وفي شرح الغريب من الألفاظ.

## الآراء حوله
قال حاجي خليفة: «وهو كتاب كبير جدا جمع فيه فتاوى التابعين وأقوال الصحابة وأحاديث الرسول صلى الله عليه وسلم على طريقة المحدثين بالأسانيد مرتبا على الكتب والأبواب على ترتيب الفقه».
قال الذهبي: «له كتابان كبيران نفيسان: المسند والمصنف».
قال ابن خير: «مصنف أبي بكر عبد الله بن محمد بن أبي شيبة تسعون جزءًا والجزء هنا لا يراد به الجزء في اصطلاح المحدثين الذي هو تأليف صغير يشتمل على مطلب معين من المطالب، بل المراد به ما يعادل الجزء الحديثي في الحجم، وهو تقريبا عشر ورقات من ورقات المخطوطات التي تكون الورقة فيها ذات وجهين أ ، ب أي ما يقارب عشرين ورقة».